# Talk Talk
Talk Talk – brytyjska grupa muzyczna, aktywna od 1981 do 1991 roku. Zespół początkowo eksperymentował z synth popem, new wave oraz new romantic, zmierzając później do takich gatunków jak m.in. art pop, art rock i post-rock.

## Historia
Zespół powstał w 1981 roku z inicjatywy Marka Hollisa. W pierwszym składzie znaleźli się: Mark Hollis (wokal), Paul Webb (gitara basowa), Lee Harris (perkusja) oraz Simon Brenner (instrumenty klawiszowe). Duży wkład w rozwój zespołu miał brat Marka, Ed, który znalazł muzyków chcących z Markiem współpracować. Początkowo muzycy spotkali się tylko w celu nagrania utworów studyjnych, lecz po kilku dniach doszło do utworzenia zespołu.
W 1981 roku zespół nagrał utwór „Talk Talk” (grany wcześniej w pierwszym zespole Hollisa – The Reaction). Nowy zespół wyróżniał się na tle innych brakiem gitary. Po zagraniu sześciu koncertów Talk Talk ruszył w trasę koncertową jako support Duran Duran. W lutym 1982 roku ukazał się singel „Mirror Man”. W tym samym roku ukazał się drugi singel „Talk Talk”, który znalazł na 52. pozycji wśród najlepiej sprzedających się singli w Wielkiej Brytanii. W lipcu 1982 roku ukazał się album The Party’s Over. Longplay pokrył się srebrem. W październiku 1982 roku Talk Talk otworzył występ Genesis w Milton Keynes. W 1983 roku ukazał się singel „My Foolish Friend”. Po ukazaniu się singla z zespołu odszedł Simon Brenner – na jego miejscu stanął Tim Friese-Greene.
W 1984 roku ukazał się longplay It’s My Life. Promujący singel „Such a Shame” przedostał się do Top 5 w kilku europejskich krajach (np. w Austrii, Niemczech, Włoszech, Szwajcarii). Tytułowy singel odniósł sukces w Europie, Kanadzie, USA i Nowej Zelandii. It’s My Life wraz z promującymi go singlami nie odniósł dużego sukcesu w Wielkiej Brytanii.
W 1986 roku ukazał się album The Colour of Spring, który odniósł sukces w Europie. W Wielkiej Brytanii album pokrył się złotem. Z tej płyty pochodzi przebój „Life's What You Make It”. Na albumie The Colour of Spring muzycy odeszli od syntezatorowego brzmienia. W ramach tournée „The Colour of Spring” Talk Talk wystąpił m.in. na Montreux Jazz Festival (zapis tego wydarzenia trafił w 2008 roku na płytę DVD, Live at Montreux 1986). Sukces The Colour of Spring sprawił, że wytwórnia muzyczna EMI dała muzykom wolną rękę pod względem artystycznym i przeznaczyła dla Talk Talk większy budżet na produkcję kolejnego longplaya.
W 1988 roku ukazał się album Spirit of Eden, łączący elementy rocka, jazzu, ambientu i muzyki klasycznej. Album nie był promowany na koncertach. W 1990 roku ukazał się album kompilacyjny Natural History: The Very Best of Talk Talk. Album kompilacyjny został wydany bez konsultacji z muzykami Talk Talk. W 1990 roku Talk Talk rozpoczął współpracę z wytwórnią Polydor. We wrześniu 1991 roku ukazał się ostatni album Laughing Stock. W tym samym roku zespół został rozwiązany.
W 2003 roku zespół No Doubt wydał singel „It’s My Life”, będący coverem Talk Talk – singel No Doubt odniósł bardzo duży sukces na świecie. 25 lutego 2019 roku w wieku 64 lat zmarł Mark Hollis.

## Skład
- Mark Hollis – wokal (1981–1991; zmarły 2019)
- Simon Brenner – instrumenty klawiszowe (1981–1983)
- Tim Friese-Greene – instrumenty klawiszowe (1983–1991)
- Paul Webb – gitara basowa (1981–1990)
- Lee Harris – perkusja (1981–1991)

## Dyskografia

### Albumy
- The Party’s Over (1982)
- It’s My Life (1984)
- The Colour of Spring (1986)
- Spirit of Eden (1988)
- Laughing Stock (1991)
- London 1986 (1999, album koncertowy)

### Single
- „Mirror Man” (1982)
- „Talk Talk” (1982)
- „Today” (1982)
- „Talk Talk” (1982, ponowne wydanie)
- „My Foolish Friend” (1983)
- „It’s My Life” (1984)
- „Such a Shame” (1984)
- „Dum Dum Girl” (1984)
- „Life's What You Make It” (1986)
- „Living In Another World” (1986)
- „Give It Up” (1986)
- „I Don’t Believe In You” (1986)
- „I Believe In You” (1988)
- „It’s My Life” (1990, ponowne wydanie)
- „Life's What You Make It” (1990, ponowne wydanie)
- „Such a Shame” (1990, ponowne wydanie)
- „Living In Another World '91” (1991)
- „After the Flood” (1991)
- „New Grass” (1991)
- „Ascension Day” (1991)

### Kompilacje
- Natural History (1990)
- History Revisited – The Remixes (1991)
- The Very Best of Talk Talk (1997)
- Asides Besides (1998)
- 12X12 Original Remixes (2000)
- The Collection (2000)
- Missing Pieces (2001)
- The Essential (2003)
- Introducing (2003)